# Liste de périodiques diptérologiques
Cet article liste des périodiques diptérologiques du monde entier et de langues diverses, actuels ou disparus. Le nom du périodique est suivi, éventuellement, de la date de création - et, le cas échéant, de disparition -, d'une brève définition du domaine entomologique et géographique couvert, de l'organisme entomologique éditeur, du lieu d'édition, de la (des) langue(s) utilisée(s), de l'ISSN et d'un lien vers le site officiel.
Les périodiques consacrés à l'entomologie en général ne sont pas listés ici. Voir la liste de périodiques entomologiques.
- Haut – A
- B
- C
- D
- E
- F
- G
- H
- I
- J
- K
- L
- M
- N
- O
- P
- Q
- R
- S
- T
- U
- V
- W
- X
- Y
- Z

## B
- The British Simuliid Group Bulletin
- Bulletin of the Dipterists' Forum
- Bulletin d'information sur les glossines et les trypanosomes [1].

## C
- Ceratopogonidae Information Exchange
- Chironomus Newsletter

## D
- Dipterist's Digest
- Dipterological Research - ISSN 1021-1020 [2]
- Dipteron

## E
- European Mosquito Bulletin [3].

## F
- Fly Times

## H
- Hana Abu - Journal du Club des diptéristes du Japon.

## I
- An International Journal of Dipterological Research [4].

## M
- Mosquito News & Mosquito Systematics
- Myia

## P
- Phorid Newsletter

## S
- Studia Dipterologica

## T
- Tachinid Times

## V
- Volucella - ISSN 0947-9538 [5].